# Mistrzostwa Oceanii w Zapasach 2016
Mistrzostwa Oceanii w zapasach w 2016 odbyły się w dniach 11–12 marca w Hamilton (Nowa Zelandia). W tabeli medalowej tryumfowali zapaśnicy z Nowej Zelandii.

## Wyniki

### Styl klasyczny
| Kat. wagowa |                            |                          |                    |
| ----------- | -------------------------- | ------------------------ | ------------------ |
| 59 kg       | Benedict Keaney            | Faifua Ipolito           | Tapeni Suti        |
| 59 kg       | Benedict Keaney            | Faifua Ipolito           | ----               |
| 66 kg       | Vinod Kumar                | Ethan Aguigui            | Craig Miller       |
| 66 kg       | Vinod Kumar                | Ethan Aguigui            | ----               |
| 71 kg       | Soukananh Thongsing        | Brahm Richards           | Daniel Misaalefua  |
| 71 kg       | Soukananh Thongsing        | Brahm Richards           | ---                |
| 75 kg       | Jordan Marshall            | Ilai Ualesi Elekana Manu | Pita Fanolua       |
| 75 kg       | Jordan Marshall            | Ilai Ualesi Elekana Manu | ----               |
| 80 kg       | Caylen Greenwood           | Samisoni Vailahi         | ----               |
| 80 kg       | Caylen Greenwood           | Samisoni Vailahi         | ----               |
| 85 kg       | Stephen Hill               | Nicholaas Verreyne       | JK Kaminanga       |
| 85 kg       | Stephen Hill               | Nicholaas Verreyne       | ----               |
| 98 kg       | Christophe Galbraith-Clark | Wesley Ioane             | Viakona Taufatofua |
| 98 kg       | Christophe Galbraith-Clark | Wesley Ioane             | ----               |
| 130 kg      | Marcus Carney              | Florian Temengil         | Henri Burns        |
| 130 kg      | Marcus Carney              | Florian Temengil         | Jean Tautu         |

### Styl wolny
| Kat. wagowa |                     |                            |                          |
| ----------- | ------------------- | -------------------------- | ------------------------ |
| 57 kg       | Aaron Maher         | Tapeni Suti                | ----                     |
| 57 kg       | Aaron Maher         | Tapeni Suti                | ----                     |
| 61 kg       | Ethan Aguigui       | Christian Nicolescu        | Thomas Cicchini          |
| 61 kg       | Ethan Aguigui       | Christian Nicolescu        | ----                     |
| 65 kg       | Jarvis Tarkong      | Liam Neyland               | Sealitu Mauga            |
| 65 kg       | Jarvis Tarkong      | Liam Neyland               | ----                     |
| 70 kg       | Soukananh Thongsing | Brahm Richards             | Sam Gasgoine             |
| 70 kg       | Soukananh Thongsing | Brahm Richards             | ----                     |
| 74 kg       | Tumaui Nordmann     | Joseph Lopez               | Ilai Ualesi Elekana Manu |
| 74 kg       | Tumaui Nordmann     | Joseph Lopez               | ----                     |
| 86 kg       | Toby Fitzpatrick    | Nicholaas Verreyne         | Tamatea Taataroa         |
| 86 kg       | Toby Fitzpatrick    | Nicholaas Verreyne         | Nathaniel Tuamoheloa     |
| 97 kg       | Sam Belkin          | Christophe Galbraith-Clark | Barney Fitzpatrick       |
| 97 kg       | Sam Belkin          | Christophe Galbraith-Clark | ----                     |
| 125 kg      | Florian Temengil    | Parampal Singh             | Marcus Carney            |
| 125 kg      | Florian Temengil    | Parampal Singh             | Loic Tatu                |

### Styl wolny - kobiety
| Kat. wagowa |                       |                  |                    |
| ----------- | --------------------- | ---------------- | ------------------ |
| 48 kg       | Jessica Lavers-McBain | Chanel Kavanagh  | ----               |
| 48 kg       | Jessica Lavers-McBain | Chanel Kavanagh  | ----               |
| 58 kg       | Ana Moceyawa          | Jessie Nel       | Kristina Wharekura |
| 58 kg       | Ana Moceyawa          | Jessie Nel       | ----               |
| 60 kg       | Krissy Hunter         | Apryl Eppinger   | Barbara Ludgate    |
| 60 kg       | Krissy Hunter         | Apryl Eppinger   | ----               |
| 63 kg       | Tayla Ford            | Stevie Kelly     | Ilania Keju        |
| 63 kg       | Tayla Ford            | Stevie Kelly     | ----               |
| 69 kg       | Laure-Line Lafille    | Monika Taufa     | ----               |
| 69 kg       | Laure-Line Lafille    | Monika Taufa     | ----               |
| 75 kg       | Shantelle Thompson    | Shiralee McManus | ----               |
| 75 kg       | Shantelle Thompson    | Shiralee McManus | ----               |

- Pia Rosenkranz z Australii w wadze 53 kg była jedyną zgłoszoną zawodniczką w swojej kategorii i nie została uwzględniona w tabeli jako złota medalistka.

## Tabela medalowa
Gospodarz mistrzostw został zaznaczony kolorem.
| Poz. | Państwo             |    |    |    | Łącznie |
| ---- | ------------------- | -- | -- | -- | ------- |
| 1    | Nowa Zelandia       | 11 | 4  | 5  | 20      |
| 2    | Australia           | 7  | 8  | 1  | 16      |
| 3    | Palau               | 2  | 2  | -  | 4       |
| 4    | Guam                | 1  | 2  | -  | 3       |
| 5    | Polinezja Francuska | 1  | 0  | 4  | 5       |
| 6    | Samoa Amerykańskie  | 0  | 4  | 7  | 11      |
| 7    | Tokelau             | 0  | 1  | 1  | 2       |
| 8    | Tonga               | 0  | 1  | 0  | 1       |
| 9    | Mikronezja          | 0  | 0  | 1  | 1       |
| -    | Wyspy Marshalla     | 0  | 0  | 1  | 1       |
|      | Łącznie             | 22 | 22 | 20 | 64      |